# Lüdingheim
Lüdingheim ist ein Ortsteil der Gemeinde Eslohe  in Nordrhein-Westfalen.
Der Ort liegt im Naturpark Sauerland-Rothaargebirge. Durch Lüdingheim fließt der Kränzgenbach, ein Nebenfluss des Esselbachs. Angrenzende Orte sind Niederlandenbeck, Isingheim, Hengsbeck und Bremscheid. Die Ortschaft gehört zur Esloher Pfarrei St. Peter und Paul.
Frühe Anhaltspunkte über die Größe des Ortes ergeben sich aus einem Schatzungsregister (diente der Erhebung von Steuern) für das Jahr 1543. Demnach gab es in „Loeinckheimb“ 3 Schatzungspflichtige (Drees Ricke, Dietherich Giese und Thonis Giese); diese Zahl dürfte mit den damals vorhandenen Höfen bzw. Häusern übereingestimmt haben.